# Heró d'Efes
Heró d'Efes (Heron, Ἥρων) fou un escriptor grec nadiu d'Efes, que és esmentat sovint per Ateneu de Naucratis (II. p. 52 b, III. p. 76 a, p. 111 c, &c.), i a uns escolis sobre Apol·loni Rodi. És anterior a l'emperador Constantí Porfirogènit.